# Grenze zwischen dem Sudan und dem Tschad

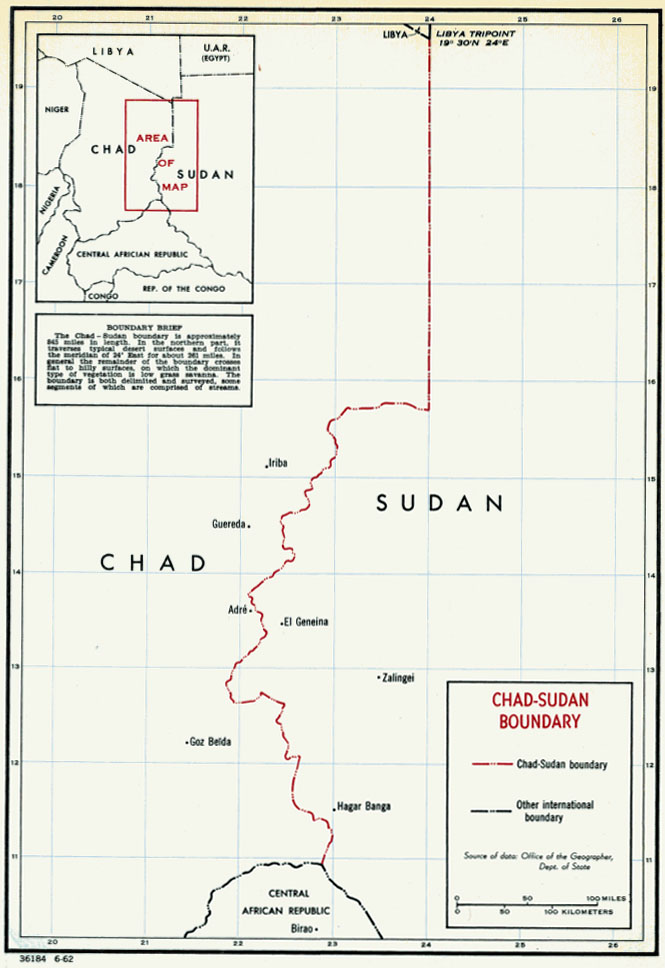
Karte des Grenzverlaufs

Die Grenze zwischen dem Sudan und dem Tschad trennt als internationale Landgrenze diese beiden Staaten. Sie ist 1360 km lang.

## Geschichte
Die Grenzziehung geht auf den Wettlauf um Afrika in den 1880er Jahren zurück. Auf der Berliner Kongokonferenz im Jahr 1884 wurden die territorialen Ansprüche der europäischen Mächte in Afrika abgestimmt. Frankreich drang daraufhin weiter in das Innere Afrikas vor und besetzte Französisch-Westafrika und Französisch-Äquatorialafrika. In den 1890er Jahren eroberte das Vereinigte Königreich den Sudan und unterstellte ihn als Anglo-Ägyptischer Sudan der gemeinsamen Verwaltung mit dem Khedivat Ägypten, das 1914 formell britisches Protektorat wurde. 1898/99 kam es zu einer britisch-französischen Vereinbarung über die wechselseitigen Einflusssphären im nördlichen Afrika. Dabei erfolgte auch die Festlegung des geradlinigen Verlaufs bis zur Nordgrenze des Sultanats Darfur, das ab 1916 vollständig von britischen Truppen unterworfen und dem Sudan eingegliedert wurde. Die Grenze von Darfur gegen das Reich Wadai bildet die Grundlage für die sudanesisch-tschadische Grenze. In der britisch-französischen Vereinbarung vom 8. September 1919 wurde das Dreiländereck Libyen-Sudan-Tschad genau festgelegt, die Ratifizierung des Grenzverlaufs erfolgte am 21. Januar 1924. Eine 1935 vereinbarte Überlassung des Aouzou-Streifens an Italien, die das Dreiländereck nach Süden verlagert hätte, kam nicht zustande. 1956 wurde der Sudan unabhängig, der Tschad 1960. Damit wurde die Grenze zur internationalen Grenze zwischen den nunmehr unabhängigen Staaten. Infolge der Unruhen im Tschad (Bürgerkrieg im Tschad 2005–2010) und im Darfur (Darfur-Konflikt) ist das Grenzgebiet in der Folge nicht zur Ruhe gekommen. 2010 kam es schließlich zu Friedensgesprächen.

## Grenzverlauf

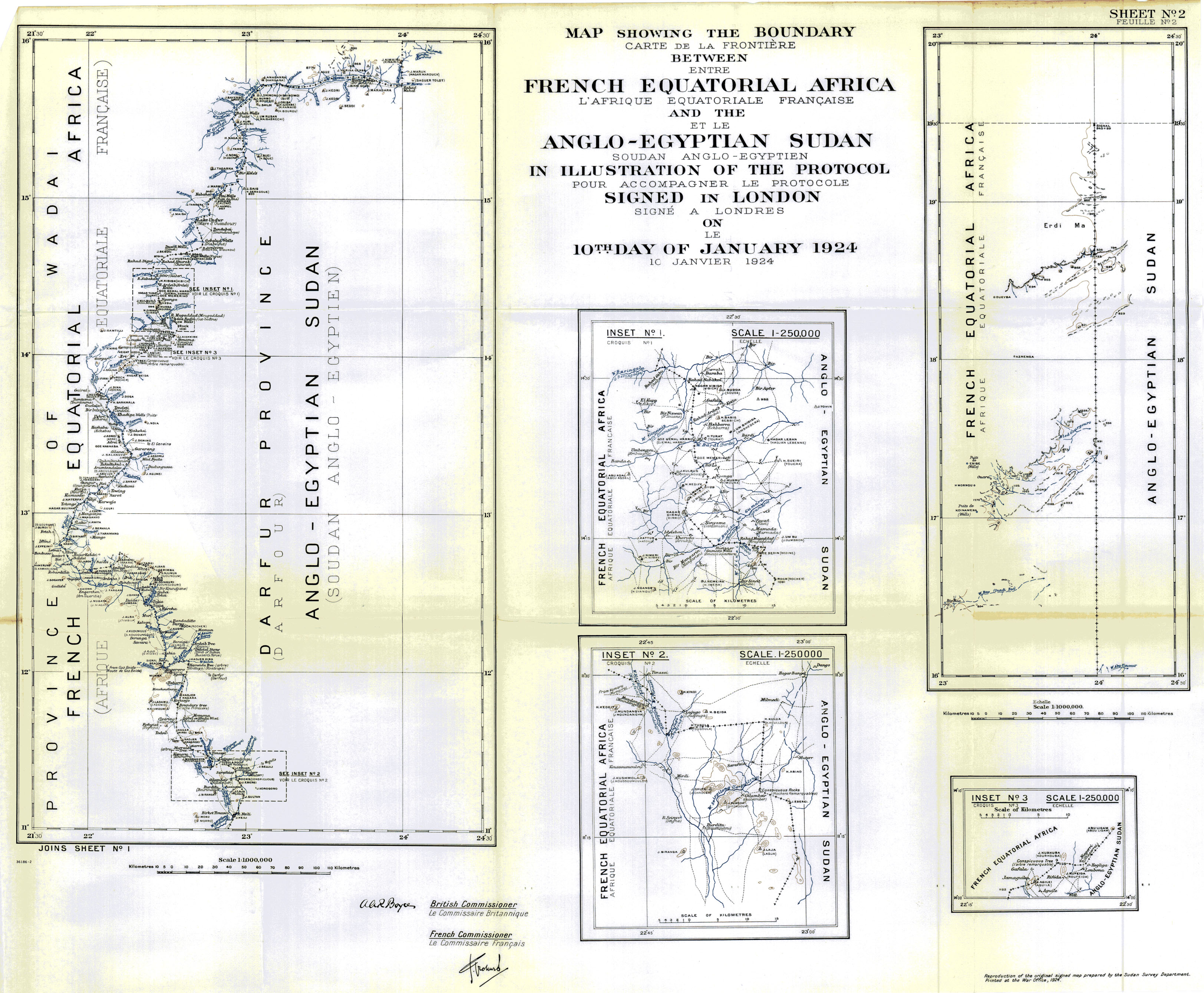
Grenzverlauf südlich des 16. nördlichen Breitengrads (1924)

Die Grenze wird im Norden beginnend am Dreiländereck Libyen-Sudan Tschad (19°30,0′N 24°00,0′E) in geradliniger Verlängerung der Grenze zwischen Libyen und dem Tschad durch den 24. östlichen Längengrad gebildet, dem sie über 423 km bis zum Wadi Howar folgt, auf das sie bei rund 16°45‘N trifft. Die Grenze folgt dem Wadi Howar aufwärts zunächst nach Westen und dann nach Südwesten am sudanesischen Tiné vorbei und bildet die mit ihrem gewundenen Verlauf Westgrenze des sudanesischen Darfur, kreuzt zwischen dem tschadischen Adré und dem sudanesischen El Geneina den N’Djamena-Dschibuti-Highway (TAH 6) und verläuft in generell südlicher, aber stark gewundener Richtung am sudanesischen Foro Burunga vorbei zum Dreiländereck (10°55'48"N, 22°52'48"E) mit der Zentralafrikanischen Republik am Mare de Tizi rund 80 km nördlich des zentralafrikanischen Birao.